# HB9KL-Antenne

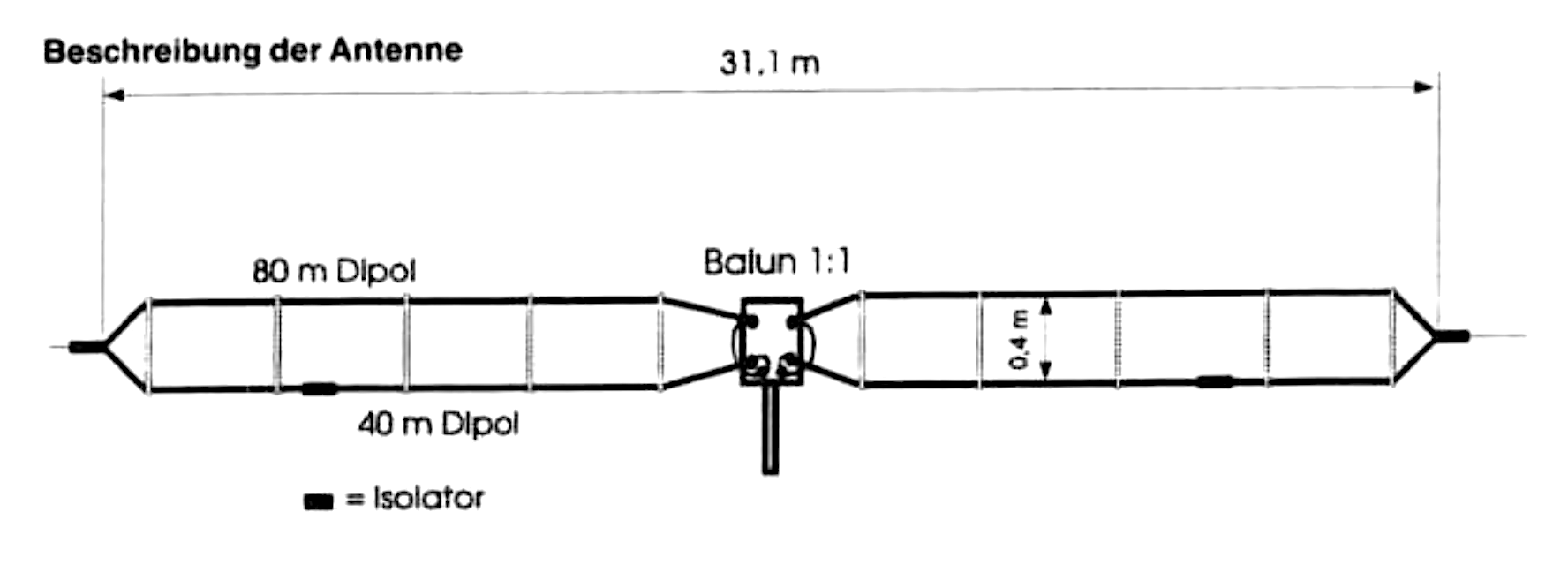
HB9KL-Doppeldipol

Die HB9KL-Antenne ist ein vom Schweizer Funkamateur Robert Kägi im Jahr 1994 entwickelter Doppeldipol für das 80-m-, 40-m- und 15-m-Band mit verkürzter Spannlänge. Die Spannlänge beträgt 31,1 Meter, was einer Verkürzung von rund 20 % gegenüber einem Standard-Dipol für das 80-m-Band entspricht. Verluste durch die Verkürzung entstehen keine, da die Enden zurück gefaltet sind und auf Traps (Sperrkreise bei Mehrband-Antennen) verzichtet wird. Die Strahlungseigenschaften und die Bandbreiten entsprechen unverkürzten Dipolen. Da die HB9KL-Antenne keine Verkürzungsspulen aufweist, sind bezüglich der HF-Leistung nur der Antennendraht und die Isolatoren der limitierende Faktor. Die sehr kostengünstige und einfache Aufbauweise ist für den Nachbau geeignet. Die Antenne besteht aus Antennendraht, zwei Isolatoren und 10 Spreizern aus Plexiglasröhrchen, welche die beiden Dipole voneinander mechanisch trennen. Entsprechende Formeln hat Kägi für die Dimensionierung der Drahtlängen für den Nachbau angegeben.

## Vorteile
- kürzere Spannlänge als ein Standard-Dipol
- keine Verluste durch Traps / Strahler-Verkürzungsspulen
- größere Bandbreite als Mehrband-Dipole mit Traps
- mit hoher HF-Leistung belastbar
- einfach und kostengünstig herstellbar
- für den Nachbau geeignet